# Hydropsyche cetibeli
Hydropsyche cetibeli är en nattsländeart som beskrevs av Malicky och Füsun Sipahiler 1993. Hydropsyche cetibeli ingår i släktet Hydropsyche och familjen ryssjenattsländor. Inga underarter finns listade i Catalogue of Life.